# AI Action Summit
L'AI Action Summit (dall'inglese: vertice sull'intelligenza artificiale) è un evento internazionale svoltosi al Grand Palais di Parigi dal 10 all'11 febbraio 2025, sotto la presidenza francese ed indiana. Il vertice ha fatto seguito all'AI Safety Summit, ospitato nel 2023, a Bletchley Park, nel Regno Unito, e all'AI Seoul Summit, svoltosi nel 2024 a Seul in Corea del Sud.
Mentre al 2023 AI Safety Summit avevano partecipato rappresentanti di 29 governi e dirigenti di poche aziende di IA, al vertice di Parigi del 2025 parteciparono oltre 1.000 persone provenienti da più di 100 paesi, in rappresentanza di governi, organizzazioni internazionali, comunità accademiche e di ricerca, settore privato e società civile.
Il 10 è l'11 febbraio 2025 si è svolto al Grand Palais di Parigi il vertice internazionale sull'intelligenza artificiale, co-presieduto da Francia e India.
È stata sottoscritta una dichiarazione da 61 paesi (tra cui Cina, Francia e India), ma non dagli Stati Uniti e dalla Gran Bretagna: il documento, intitolato Statement on Inclusive and Sustainable Artificial Intelligence for People and the Planet, prevede la creazione di un'intelligenza artificiale aperta, inclusiva ed etica, nonché di un coordinamento è dialogo mondiale per prevenire un'eccessiva concentrazione di mercato. Il testo presenta delle dichiarazioni di principio, ma non un piano concreto di azioni da intraprendere.
La presidente della Commissione Europea ha annunciato un piano di investimenti per 200 miliardi di euro nel settore. Il piano InvestIA ha previsto investimenti per 20 miliardi di euro nelle gigafactory per l'intelligenza artificiale, di cui 10 pubblici e capaci di smobilitare una cifra 10 volte superiore in investimenti privati. Si è trattato del maggior investimento pubblico al mondo nel settore dell'intelligenza artificiale, scelta basata sul modello di successo del CERN di Ginevra. 60 aziende, tra cui Airbus e Mistral AI, hanno formato l'Iniziativa dei campioni dell'Unione europea per l'intelligenza artificiale.
Con un cambio di rotta rispetto all'AI Safety Summit di Londra (novembre 2023), il Regno Unito ha dichiarato che avrebbe firmato soltanto "iniziative che fossero nell'interesse nazionale britannico".
Il vertice ha sollevato per la prima volta il tema della sostenibilità ambientale dell'intelligenza artificiale e dei relativi costi energetici.

## Contesto
Il primo Rapporto internazionale sulla sicurezza dell'IA è stato pubblicato il 29 gennaio 2025 ed esamina le minacce e i rischi presentati dall'intelligenza artificale. Commissionato dopo il vertice inaugurale sulla sicurezza dell'IA, il rapporto aveva lo scopo di informare il dibattito al vertice del 2025 in Francia. Tuttavia, a differenza del primo vertice, quello del 2025 ha dato meno importanza alla sicurezza dell'IA; ciò si è riflesso nel nome del vertice, che ha abbandonato la parola "sicurezza" in favore di "azione". L'obbiettivo principale del vertice del 2025 è stato quello di sbloccare le opportunità economiche rese possibili dall'IA.
Domenica 9 febbraio, il presidente francese Emmanuel Macron ha pubblicato su Instagram una raccolta di video deepfake di se stesso generati dall'IA per pubblicizzare l'inizio del vertice sull'IA del 2025, che si sarebbe tenuto il giorno successivo. Pur riconoscendo l'umorismo dei deepfake, il vero Macron afferma nel video che utilizzando l'intelligenza artificiale "possiamo fare cose molto grandi: cambiare la sanità, l'energia, la vita nella nostra società".

## Svolgimento dei lavori

### Primo giorno
Nel suo discorso di apertura, l'inviata speciale francese Anne Bouverot ha liquidato come "fantascienza" la possibilità che gli esseri umani perdano il controllo dell'IA. Il suo discorso si è invece concentrato sull'impatto ambientale dell'IA, avvertendo che "la sua traiettoria attuale è insostenibile" a causa della quantità di energia e risorse necessarie per svilupparla e utilizzarla.
Christy Hoffman, segretario generale dell'UNI Global Union, ha sostenuto:

### Secondo giorno
L'11 febbraio 2025, il governo francese ha annunciato la sua donazione di 400 milioni di dollari a Current AI, una nuova fondazione che sostiene la creazione di "beni pubblici" relativi all'IA, tra cui set di dati di alta qualità e strumenti e infrastrutture open source. Lanciata dal presidente Macron, Current AI è sostenuta da nove governi (Finlandia, Francia, Germania, Cile, India, Kenya, Marocco, Nigeria, Slovenia e Svizzera), oltre a varie organizzazioni filantropiche e aziende private come Google e Salesforce.
La seconda iniziativa lanciata al vertice è stata la Coalizione per l'IA sostenibile. Coordinata dalla Francia, dal Programma delle Nazioni Unite per l'ambiente (UNEP) e dall'Unione internazionale delle telecomunicazioni (ITU), la coalizione vanta il sostegno di 11 paesi, cinque organizzazioni internazionali e 37 aziende tecnologiche tra cui EDF, IBM, Nvidia e SAP.
Il vertice dei Capi di Stato e di Governo si è svolto in una sessione plenaria al Grand Palais. Il primo ministro indiano Narendra Modi ha sottolineato la necessità di "democratizzare la tecnologia" e di "[garantire] l'accesso a tutti, soprattutto nel Sud del mondo".
Il vicepresidente degli Stati Uniti J. D. Vance ha messo in guardia contro "un'eccessiva regolamentazione dell'IA" che "potrebbe uccidere un settore in trasformazione proprio mentre sta decollando".

## Risultati
Al vertice, 58 paesi, tra cui Francia, Cina e India, hanno firmato una dichiarazione congiunta, lo Statement on Inclusive and Sustainable Artificial Intelligence for People and the Planet (Dichiarazione sull'intelligenza artificiale inclusiva e sostenibile per le persone e il pianeta). La dichiarazione delinea principi generali come l'accessibilità e il superamento del divario digitale; lo sviluppo di un'IA aperta, trasparente, etica, sicura e affidabile; la prevenzione della concentrazione di mercato nello sviluppo dell'IA, per incoraggiare l'innovazione; risultati positivi per i mercati del lavoro; la sostenibilità dell'IA; la promozione della cooperazione e della governance internazionale.
Gli Stati Uniti e il Regno Unito si sono rifiutati di firmare una dichiarazione sull'IA "inclusiva e sostenibile", sostenuta da 60 paesi, tra cui Francia, Cina e India. Il governo britannico ha dichiarato in un breve comunicato che l'accordo internazionale non si era spinto abbastanza lontano nel definire la governance globale dell'IA e nel rispondere alle preoccupazioni sul suo impatto sulla sicurezza nazionale.

## Elenco dei firmatari
L'elenco dei Paesi firmatari in ordine alfabetico è il seguente:
- Armenia
- Australia
- Austria
- Belgio
- Brasile
- Bulgaria
- Cambogia
- Canada
- Cile
- Cina
- Croazia
- Cipro
- Cechia
- Danimarca
- Gibuti
- Estonia
- Finlandia
- Francia
- Germania
- Grecia
- Ungheria
- India
- Indonesia
- Irlanda
- Italia
- Giappone
- Kazakistan
- Kenya
- Lettonia

- Lituania
- Lussemburgo
- Malta
- Messico
- Monaco
- Marocco
- Nuova Zelanda
- Nigeria
- Norvegia
- Polonia
- Portogallo
- Romania
- Ruanda
- Senegal
- Serbia
- Singapore
- Slovacchia
- Slovenia
- Sudafrica
- Corea del Sud
- Spagna
- Svezia
- Svizzera
- Thailandia
- Paesi Bassi
- Emirati Arabi Uniti
- Ucraina
- Uruguay
- Vaticano

Tra gli altri firmatari figurano i seguenti organismi internazionali e istituti di ricerca:
- ALAI (Associazione latinoamericana per Internet);
- Commissione dell'Unione Africana (UA);
- BEUC (Organizzazione europea dei consumatori);
- Centro per la democrazia e la tecnologia;
- Consiglio d'Europa;
- Commissione europea (e i 27 Stati membri);
- Hugging Face;
- INRIA;
- Institute of Advanced Study;
- OCSE;
- Partnership on AI;
- PMIA;
- Sciences Po;
- ONU.

## Reazioni
Jeremy Kahn, redattore di Fortune.com, ha descritto il vertice di Parigi del 2025 come un "festival dell'IA, completo di sfarzosi eventi collaterali aziendali e persino di una festa da ballo a tarda notte", contrapponendolo all'atmosfera "decisamente sobria" del vertice inaugurale sulla sicurezza dell'IA a Bletchley Park.
Molti esperti hanno espresso disappunto per il fatto che il vertice di Parigi non abbia fatto abbastanza per affrontare i rischi dell'IA, con il CEO di Anthropic, Dario Amodei, che lo ha definito un'"occasione mancata". Altri che hanno espresso preoccupazioni simili sono stati David Leslie dell'Alan Turing Institute e Max Tegmark del Future of Life Institute.